# Holoparamecus externus
Holoparamecus externus is een keversoort uit de familie zwamkevers (Endomychidae). De wetenschappelijke naam van de soort werd in 1867 gepubliceerd door Victor Ivanovitsch Motschulsky.